# سلحفاة مهمازية الورك التونسية
السلحفاة مهمازية الورك التونسية (باللاتينية: Testudo graeca nabeulensis) هي نويع من السلحفاة من فصيلة السلاحف البرية، تنتمي خاصة لنوع سلحفاة مهمازية الورك.

توجد هذه السلحفاة خاصة في تونس، و كما حتى أنها توجد ببعض المناطق في ليبيا والجزائر.

## منطقة التواجد
تتواجد السلحفاة مهمازية الورك التونسية عمومة في كامل شمال أفريقيا ولكن تحديدا تتواجد بشكل كبير في تونس وهو سبب تسميتها، يعيش هذا الحيوان في الغابات والحدائق الوطنية في دول شمال أفريقيا ونذكر أهمها:
- جبل إشكل
- جبل الشعانبي

كما أنها تتواجد في بعض من مناطق شرق الجزائر ومناطق غرب الأراضي الليببية كما أنها من أكثر أنواع السلاحف انتشارا في تونس و حتى باقي أنحاء شمال أفريقيا والتي تعد موطنها الأصلي

## معرض صور

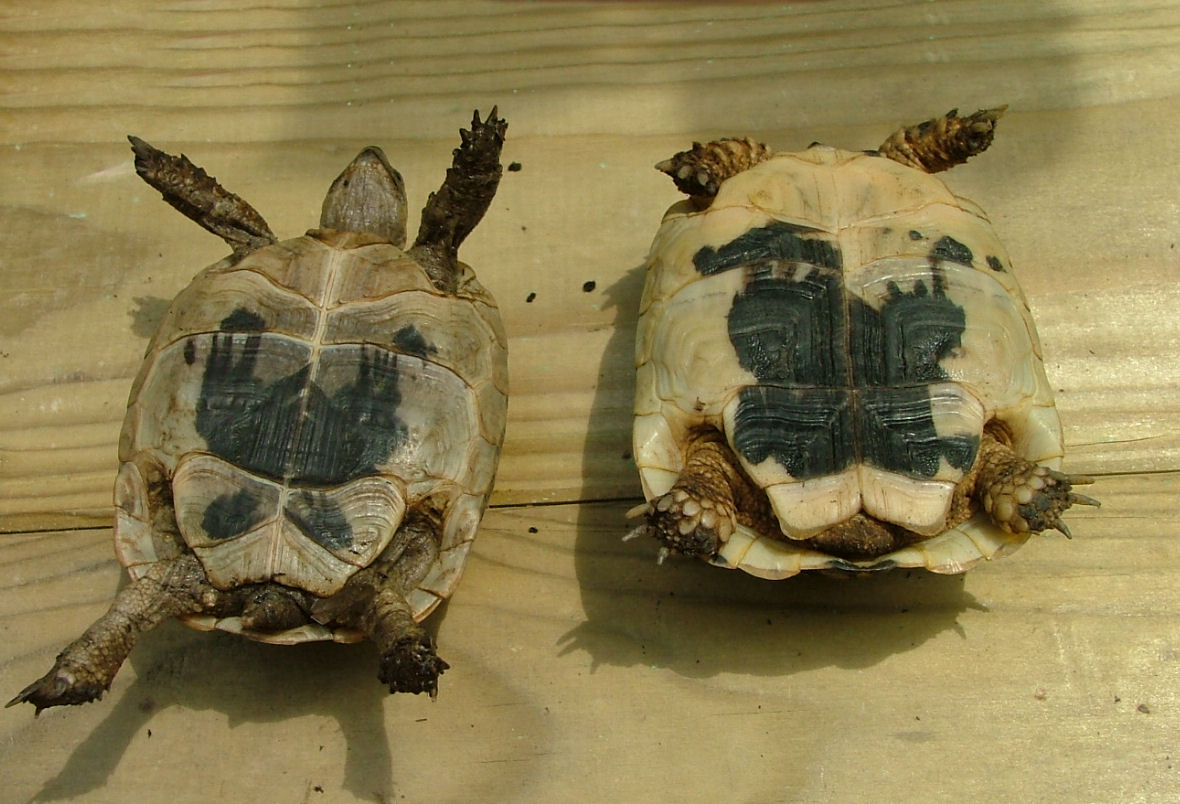
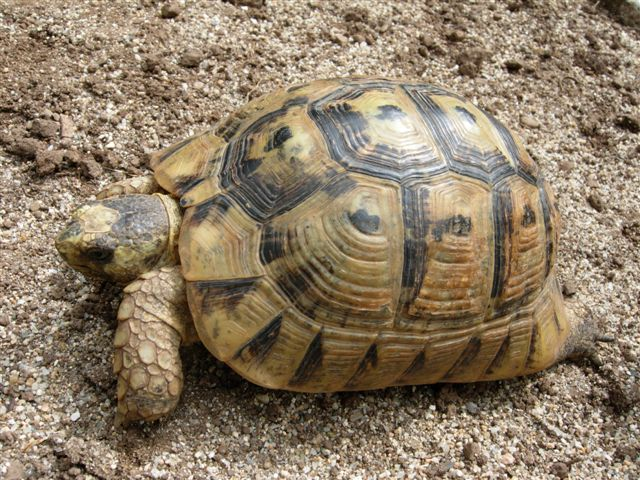
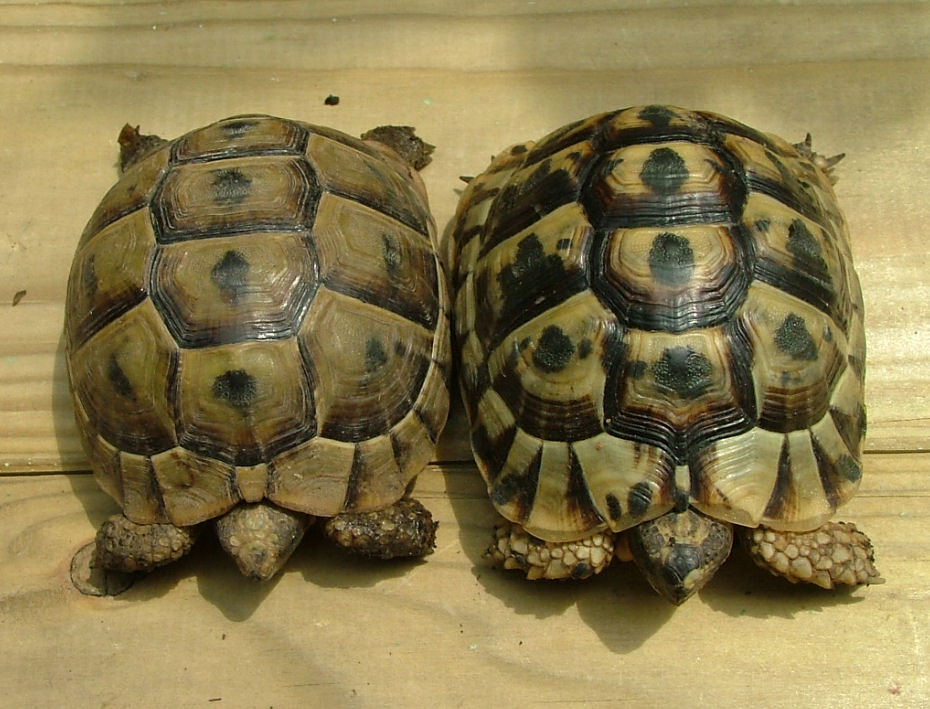
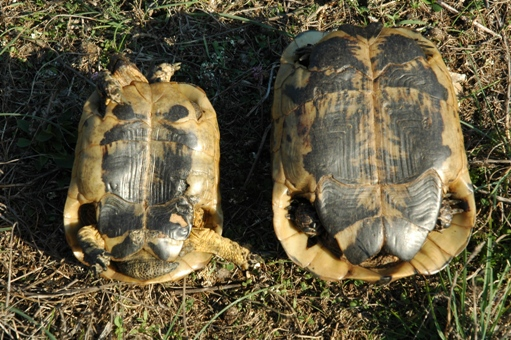

## مقالات ذات صلة
- سلحفاة.
- سلحفاة مهمازية الورك.